# Edmund Harburger
Edmund Harburger, född den 4 april 1846 i Eichstätt, död den 5 november 1906 i München, var en tysk målare.
Harburger studerade i München, där han sedan var verksam. Han målade interiörer med bönder (Värdshus i Tyrolen, Bondedoktorn, Kortspelare, Vinstugan och Beaux restes i nya pinakoteket i München; Gubbe vid ölkruset i Göteborgs konstmuseum). Hans målningar har blivit karakteriserade som "mästerverk af holländskt finmåleri" med förnämt, stämningsfullt ljusdunkel och flytande föredrag. Hans verkligt djupa humor liksom hans skarpa karakteristik kom utmärkt till sin rätt i hans teckningar i "Fliegende Blätter".